# Helicodendron paradoxum
Helicodendron paradoxum är en svampart som beskrevs av Peyr. 1918. Helicodendron paradoxum ingår i släktet Helicodendron, ordningen disksvampar, klassen Leotiomycetes, divisionen sporsäcksvampar och riket svampar.   Inga underarter finns listade i Catalogue of Life.